# Jaíba
Jaíba es un municipio brasileño del estado de Minas Gerais.

## Geografía
Su población en 2010 es de 32.190 habitantes.
La región donde hoy se asienta el municipio era conocida como Bosque del Jaíba.
La Colonia, o el proyecto de Colonización, tuvo su inicio en 1949, cuando ocurrieron los primeros asentamientos de colonos en la región de Ganado Valiente, en el margen izquierda del Río Verde Grande. En esa ocasión fue lanzado el Proyecto Jaíba, proyecto de irrigación, localizado en el municipio de Jaíba, con agua captada del Río São Francisco, en su margen derecha.
El poblado creció rápidamente y fue transformado en distrito, a través de la Ley nº 6.769, de 13/05/1976, con el nombre de Otinolândia.
En septiembre de 1991 fue creado el Distrito de Jaibênia.
La Ley nº 10.704 creó el municipio de Jaíba.
Jaíba limita al norte con los municipios de Matias Cardoso y Gameleiras, al oeste con Itacarambi, al este con Padre Pedro y al sur con Varzelândia, Verdelândia y Janaúba.
El punto más alto del municipio está a 470 metros, en el punto central de la ciudad.